# Giacomo Biffi
Giacomo Biffi (Milano, 13 giugno 1928 – Bologna, 11 luglio 2015) è stato un cardinale e arcivescovo cattolico italiano.

## Biografia
Nacque a Milano, città metropolitana e sede arcivescovile, il 13 giugno 1928.

### Formazione e ministero sacerdotale
Compì il percorso di studi in preparazione al sacerdozio presso i seminari arcivescovili di Milano. Nel seminario di Venegono Inferiore ebbe come compagno di studi don Luigi Giussani.
Il 23 dicembre 1950 fu ordinato presbitero, a Milano, dal cardinale Alfredo Ildefonso Schuster.
Dopo l'ordinazione continuò gli studi e, nel 1955, si laureò in teologia con una tesi su "La colpa e la libertà nell'odierna condizione umana". Insegnò poi teologia per alcuni anni nei seminari milanesi.
Nel 1960 fu nominato parroco della parrocchia dei Santi Martiri a Legnano, mentre nel 1969 fu trasferito alla parrocchia di Sant'Andrea a Milano, dove rimase fino all'11 febbraio 1975, quando divenne canonico teologo del capitolo metropolitano della cattedrale. Fu anche vicario episcopale per la cultura, a partire dal 1974, responsabile della Congregazione per il rito ambrosiano e, dal 1975, direttore dell'Istituto lombardo di pastorale.

### Ministero episcopale e cardinalato
Il 7 dicembre 1975 papa Paolo VI lo nominò vescovo ausiliare di Milano e titolare di Fidene. L'11 gennaio 1976 ricevette l'ordinazione episcopale, nella chiesa parrocchiale di Sant'Andrea a Milano, dal cardinale Giovanni Colombo, co-consacranti i vescovi Bernardo Citterio e Libero Tresoldi.
Dal 1976 al 1982 fu membro, in seno alla Conferenza Episcopale Italiana, della Commissione episcopale per la dottrina della fede, la catechesi e la cultura, di cui fu segretario dal 1979 al 1982; in quell'anno venne eletto fra i membri della Commissione episcopale per la liturgia.
Il 19 aprile 1984 papa Giovanni Paolo II lo nominò arcivescovo metropolita di Bologna; succedette ad Enrico Manfredini, deceduto il 16 dicembre 1983. Il 10 maggio seguente fu ricevuto in udienza dal presidente della Repubblica Italiana Sandro Pertini per prestare il giuramento previsto dal concordato allora in vigore. Il 1º giugno 1984 prese possesso dell'arcidiocesi e il giorno seguente vi fece l'ingresso solenne. Il 29 giugno ricevette dal papa il pallio, nella basilica di San Pietro in Vaticano.
Nel concistoro del 25 maggio 1985 papa Giovanni Paolo II lo creò cardinale presbitero dei Santi Giovanni Evangelista e Petronio. Fino al 28 giugno 1988, giorno della creazione del cardinale Michele Giordano, è stato il porporato italiano più giovane.
Fu membro della Congregazione per l'evangelizzazione dei popoli, della Congregazione del clero e della Congregazione per l'educazione cattolica.
Nel 1998, all'interno dell'Istituto Veritatis Splendor da lui voluto, diede inizio, con una serie di lezioni, poi trasformate in pubblicazioni, alla cosiddetta "Scuola di anagogia", la cui direzione ha consegnato nel 2004 al teologo e filosofo domenicano Giuseppe Barzaghi.
Il 16 dicembre 2003 lo stesso pontefice accolse la sua rinuncia, presentata per raggiunti limiti d'età; gli succedette Carlo Caffarra, fino ad allora arcivescovo di Ferrara-Comacchio. Rimase amministratore apostolico dell'arcidiocesi fino all'ingresso del successore, avvenuto il 15 febbraio 2004.
Il 18 e il 19 aprile 2005 partecipò come cardinale elettore al conclave che portò all'elezione di papa Benedetto XVI.
Nel 2007 tenne gli esercizi quaresimali alla Curia romana e a Benedetto XVI.
Il 13 giugno 2008, avendo compiuto l'ottantesimo anno d'età, uscì dal novero dei cardinali elettori.
Morì l'11 luglio 2015 in una clinica bolognese, dopo un lungo periodo di ricovero.
Le esequie si sono tenute il 14 luglio alle ore 10.30 nella cattedrale di San Pietro a Bologna. La liturgia esequiale è stata presieduta dal cardinale Carlo Caffarra, suo successore. La salma è stata poi tumulata nella cripta della cattedrale.
A un anno dalla morte è stato pubblicato da Cantagalli un volume miscellaneo in suo onore dal titolo Ubi fides ibi libertas a cura di Samuele Pinna e Davide Riserbato, mentre nel gennaio 2019 è stato edito per i tipi di Cantagalli un libro di Davide Riserbato e Samuele Pinna, dal titolo Filastrocche e Canarini. Il mondo letterario di Giacomo Biffi in cui, attraverso una serie di conversazioni con voci prestigiose della cultura di oggi, si ripercorrono le passioni letterarie del Cardinale (Ambrogio di Milano, Dante, Pinocchio di Carlo Collodi, Giovannino Guareschi, Riccardo Bacchelli, John Ronald Reuel Tolkien, Gilbert Keith Chesterton, Vladimir Sergeevič Solov'ëv) a cui si aggiunge un'intervista a Giacomo Poretti sul proverbiale umorismo di Biffi.

#### Il conclave del 2005
Si racconta di un episodio che avvenne durante il conclave del 2005 e che ha come protagonisti proprio il cardinale Biffi e, seppur in modo indiretto, il futuro Benedetto XVI. A raccontare l'accaduto è il giornalista cattolico Francesco Grana, vicino all'allora arcivescovo di Napoli, il cardinale Michele Giordano.
È il 19 aprile 2005, secondo e ultimo giorno di votazioni. Dopo il terzo scrutinio del conclave, il secondo di quella mattina, i cardinali elettori tornano in pullman nella Casa Santa Marta dove risiedono in quei giorni. Li attende il pranzo e un breve riposo nelle loro stanze prima di far ritorno nella Cappella Sistina per la votazione che sarà definitiva e alla quale seguirà l'annuncio al mondo dell'avvenuta elezione del nuovo Papa. Ed è proprio durante quel pasto frugale che Biffi, molto innervosito, si sfoga con un confratello: «A ogni votazione ricevo sempre un solo voto. Se scopro chi è che si ostina a votarmi giuro che lo prendo a schiaffi». «Cosa Eminenza?», gli domanda perplesso il confratello. «Sì, ha capito bene, Eminenza», replica Biffi. «Giuro che lo prendo a schiaffi». Al che il porporato lo guarda perplesso e gli spiega: «Eminenza, ormai è chiaro chi stiamo eleggendo come nuovo Papa ed è anche abbastanza evidente che questo candidato abbia scelto di votare per lei. Quindi se vorrà ancora mantenere il suo proposito sarà costretto a prendere a schiaffi il Papa». Biffi rimase senza parole: Ratzinger aveva deciso di votare per lui.

## Opere
- Nel 1969, quando era ancora parroco, scrisse un pamphlet ironico dal titolo Quinto Evangelo in cui finge la scoperta di un nuovo vangelo che "corregge" i vangeli.[10]
- Contro Maestro Ciliegia. Commento teologico a "Le avventure di Pinocchio", Milano, Jaca Book, 1977; Milano, Mondadori, 1998
- Io credo. Esposizione della fede cattolica, Milano, Jaca Book, 1980
- La Bella, la bestia e il cavaliere, Milano, Jaca Book, 1984
- Linee di escatologia cristiana, Milano, Jaca Book, 1984
- Tu solo il Signore. Saggi teologici d'altri tempi, Casale Monferrato, Piemme, 1987
- Approccio al Cristocentrismo. Note storiche per un tema eterno, Milano, Jaca Book, 1993
- Meditazioni sulla vita ecclesiale, Ancora, 1972; Casale Monferrato, Piemme, 1993
- Il mistero di Benedetta Bianchi Porro: approccio teologico al mistero di Benedetta, Casale Monferrato, Piemme, 1994 ISBN 88-384-2282-6
- Esplorando il disegno..., Torino, ElleDiCi, 1994
- Christus hodie, Dehoniane, Bologna, 1995
- Il Quinto evangelo, Casale Monferrato, Piemme, 1994; Bologna, Studio Domenicano, 2007
- Casta meretrix, Casale Monferrato, Piemme, 1996
- Liberti di Cristo. Saggio di antropologia cristocentrica, Milano, Jaca Book, 1996
- Tre riflessioni sullo Spirito Santo, Torino, ElleDiCi, 1997
- Piena di Grazia, Casale Monferrato, Piemme, 1997
- Discorso alla città, Milano, Mondadori, 1998
- Ambrogio Vescovo. Attualità di un maestro, Torino, San Paolo, 1998
- Pietro, mistero di forza e debolezza, Torino, San Paolo, 1998
- La sposa chiacchierata. Invito all'ecclesiocentrismo, Jaca Book, 1998
- Risorgimento, stato laico e identità nazionale, Casale Monferrato, Piemme, 1999
- L'anno 2000. Identikit del Festeggiato, Torino, ElleDiCi, 1999
- La città di San Petronio nel Terzo Millennio, Bologna, EDB, 2000
- Canto nuziale. Esercitazioni di teologia anagogica, Milano, Jaca Book, 2000
- Gesù di Nazaret, centro del cosmo e della storia, Torino, ElleDiCi, 2000 ISBN 88-01-01942-4
- Sull'immigrazione, Torino, ElleDiCi, 2000
- La Chiesa e il mistero della salvezza, Torino, ElleDiCi, 2000
- Il cuore dell'annuncio cristiano, Torino, ElleDiCi, 2001
- Bella e serena aurora, Bologna, Dehoniane, 2002
- Il Primo e l'Ultimo. Estremo invito al Cristocentrismo, Casale Monferrato, Piemme, 2003
- Una sorte bellissima. Piccolo dizionario del Cristianesimo, Casale Monferrato, Piemme, 2003
- L'Atto di fede, Torino, ElleDiCi, 2003
- Riflessioni sul «Giorno del Signore», Bologna, Dehoniane, 2003
- Il “mistero” di Pinocchio, Torino, ElleDiCi, 2003
- Ragione e vita. A che punto è la notte?, Siena, Cantagalli, 2004
- Alla destra del Padre, Milano, Vita e Pensiero, 1967; Milano, Jaca Book, 2004
- Pinocchio, Peppone, l'anticristo e altre divagazioni, Siena, Cantagalli, 2005
- L'enigma dell'esistenza e l'avvenimento cristiano. Corso inusuale di catechesi /1, Torino, ElleDiCi, 2005
- L'enigma della storia e l'avvenimento ecclesiale. Corso inusuale di catechesi /2, Torino, ElleDiCi, 2005
- L'enigma dell'uomo e la realtà battesimale. Corso inusuale di catechesi /3, Torino, ElleDiCi, 2006
- Quando ridono i cherubini, Studio Domenicano, 2006
- Un Natale vero?, Bologna, Studio Domenicano, 2006
- La donna ideale. Meditazioni sulla Madre di Dio, Bologna, Studio Domenicano, 2007
- Il quinto evangelo. Nuova edizione del 2007 aggiornata, Bologna, Studio Domenicano, 2007
- Colpa e libertà nella odierna condizione umana, Bologna, Studio Domenicano, 2007
- Le cose di lassù. Esercizi spirituali con Benedetto XVI, Siena, Cantagalli, 2007 (estratto)
- Memorie e digressioni di un italiano cardinale, Siena, Cantagalli, 2007
- La rivincita del crocifisso? Riflessioni sull'avvenimento pasquale, Bologna, Studio Domenicano, 2008
- Pecore e pastori. Riflessioni sul gregge di Cristo, Siena, Cantagalli, 2008
- Incontro a colui che viene. Discorso ai giovani, Bologna, Studio Domenicano, 2008
- Lo spirito della verità. Riflessioni sull'evento pentecostale, Bologna, Studio Domenicano, 2009
- L'eredità di Santa Clelia, Bologna, Studio Domenicano, 2010
- Spiragli su Gesù, Bologna, ESD, 2017
- Lettere a una carmelitana scalza: 1960-2013, introduzione e note a cura di Emanuela Ghini; prefazione di Carlo Caffarra; postfazione di Matteo Maria Zuppi, Castel Bolognese, Itaca, 2017
- Cose nuove e cose antiche: scritti (1967-1975), presentazione di Dario Edoardo Viganò, a cura di Samuele Pinna e Davide Riserbato, Siena, Cantagalli, 2017

## Genealogia episcopale e successione apostolica
La genealogia episcopale è:
- Cardinale Scipione Rebiba
- Cardinale Giulio Antonio Santori
- Cardinale Girolamo Bernerio, O.P.
- Arcivescovo Galeazzo Sanvitale
- Cardinale Ludovico Ludovisi
- Cardinale Luigi Caetani
- Cardinale Ulderico Carpegna
- Cardinale Paluzzo Paluzzi Altieri degli Albertoni
- Papa Benedetto XIII
- Papa Benedetto XIV
- Papa Clemente XIII
- Cardinale Marcantonio Colonna
- Cardinale Giacinto Sigismondo Gerdil, B.
- Cardinale Giulio Maria della Somaglia
- Cardinale Carlo Odescalchi, S.I.
- Cardinale Costantino Patrizi Naro
- Cardinale Lucido Maria Parocchi
- Papa Pio X
- Papa Benedetto XV
- Papa Pio XII
- Cardinale Eugène Tisserant
- Papa Paolo VI
- Cardinale Giovanni Colombo
- Cardinale Giacomo Biffi

La successione apostolica è:
- Vescovo Giuseppe Fabiani (1989)
- Vescovo Claudio Stagni (1991)
- Arcivescovo Paolo Rabitti (1995)
- Cardinale Carlo Caffarra (1995)
- Vescovo Ernesto Vecchi (1998)
- Vescovo Elio Tinti (2000)
- Vescovo Tommaso Ghirelli (2002)

## Posizioni teologiche, morali, sociali e su temi politici

### Rapporti tra Chiesa e mondo laico
Ha ribadito più volte le sue posizioni fortemente conservatrici riguardo ai rapporti tra la chiesa e il mondo laico:
(Angelo Biffi, Christus hodie - nota pastorale in preparazione al Congresso Eucaristico Nazionale del 1997 e al Grande Giubileo del 2000, EDB, Bologna, 1995)
(Angelo Biffi, ibid.)

### Anticristo
Nel 2000 riportò, in una conferenza a Bologna, alcune idee di Vladimir Sergeevič Solov'ëv sull'Anticristo, il quale sarebbe un prominente filantropo che promuove le idee dell'ecumenismo, del vegetarianesimo e del pacifismo. Queste idee di Solov'ëv furono riproposte durante gli esercizi spirituali quaresimali alla Curia romana e a papa Benedetto XVI del 15 marzo 2007.

### Rapporti con l'Islam
Il 30 settembre 2000 dichiarò che i governi europei avrebbero dovuto "privilegiare l'ingresso degli immigrati cattolici" mentre quelli dell'Islam musulmano "nella stragrande maggioranza vengono da noi risoluti a restare estranei alla nostra umanità, individuale e associata". L'intervento suscitò immediate polemiche, ed ebbe uno strascico nel cosiddetto "caso Adel Smith". Il cardinale Biffi non subirà però alcun giudizio da parte delle autorità italiane in merito, dato che queste gli riconosceranno di "non aver fatto altro che esercitare libertà costituzionalmente garantite".
Il 3 aprile 2004 il musulmano Adel Smith fece depositare una denuncia contro il cardinale Biffi presso le autorità di Bologna, e inoltre contro la mancata rimozione di alcuni affreschi del XIV secolo conservati nella basilica di San Petronio, ispirati alla Commedia dantesca e raffiguranti Maometto all'inferno, nudo e tormentato dai diavoli (lo Smith e altri correligionari avevano in precedenza ripetutamente richiesto che l'affresco venisse rimosso o coperto). Anche in questo caso, tuttavia, la richiesta approdò in un nulla di fatto.

## Onorificenze
- Premio internazionale medaglia d'oro al merito della cultura cattolica (1993)